# Hoeufft

Het familiewapen Hoeufft

Hoeufft is een uit de Nederlandse stad Roermond afkomstig geslacht waarvan leden sinds 1815 tot de Nederlandse adel behoren.

## Geschiedenis
De bewijsbare stamreeks vangt aan met Arnt Hoefft, schepen en burgemeester van Roermond die in 1431 overleed. Hij was vader van Derich Hoefft, in 1456 schepen aldaar, die in 1458 beleend werd met 'den hof te Lierop' (Lierop) nabij Roermond. Reeds in de 15de eeuw behoren leden van het geslacht Hoeufft tot het bestuur van de stad Roermond. Ten tijde van de Reformatie wijkt de familie uit naar Aken en vervolgens naar Luik. Twee broers Jean en Dirck verspreiden zich over Rouen, Parijs, La Rochelle, en Dordrecht als ondernemende kooplieden, actief in de zout-, koper- salpeter- en wapenhandel; Matthias Hoeufft, uit de volgende generatie, concentreerde zich op het bankwezen en werd schatrijk. Jean Hoeufft investeerde bovendien in diverse droogleggingen en inpolderingen in Frankrijk en betrok diverse familieleden bij zijn projecten. Hij stierf kinderloos en de erfenis van de landerijen in Frankrijk werd een ingewikkelde kwestie na de herroeping van het Edict van Nantes in 1685. In Utrecht en Dordrecht behoorden de leden van het geslacht Hoeufft ondertussen tot de prinsgezinde regentenelite.
Bij diploma d.d. 21 augustus 1692 van keizer Leopold I werd Diederik Hoeufft erkend te behoren tot de adel. Zijn tak stierf uit in 1758. Bij Koninklijk Besluit van 15 april 1815 werden Leonard Pauw, geboren Hoeufft en David Hoeufft verheven in de Nederlandse Adel. Leden van het geslacht voeren sindsdien het adellijke predicaat jonkheer/jonkvrouw. Bij Koninklijk Besluit van 22 augustus 1842, No. 42 werd mr. Henrik Hoeufft, heer van Velsen, verheven in de Nederlandse Adel onder bepaling, dat in het geval de oude adel van zijn geslacht nader voldoende kan worden aangetoond, het diploma in een van inlijving of erkenning zal worden verwisseld.

### Wapen
In zwart een zilveren schuinkruis. Een aanziende helm; wrong en dekkleden: zwart, gevoerd van zilver; helmteken: een schildje volgens het schild tussen een vlucht beurtelings doorsneden van zilver en zwart. Schildhouders: twee omziende gouden griffioenen met gesloten, naar boven gerichte vlucht. Het geheel geplaatst op een groene arabesk. Wapenspreuk: OPTIMUS QUISQUE NOBILISSIMUS in zwarte letters op een wit lint. Ten tijde van de verheffing in 1815 zoals hierboven beschreven.
Verheffing 1842: net zoals in 1815 maar dan de helm halfaanziend en geen wapenspreuk.

## Bekende telgen
- Jean Hoeufft
- Mattheus Hoeufft Jr.
- Jacob Hendrik Hoeufft (1756-1843), schrijver[1] en lid notabelenvergadering.[2]
- Jonkheer Jan Carel Ferdinand Hoeufft (1871-1928), burgemeester van Vianen 1908-1928
- Leonard Pauw geboren Hoeufft (1757-1824), lid notabelenvergadering.[3]
- David Hoeufft (1762-1836), buitengewoon lid Staten-Generaal.[4]
- Jacob Pompejus Hoeufft (1779-1835), lid notabelenvergadering.[5]